# エフエムひめセレクション
エフエムひめセレクション（えふえむひめセレクション）は、コミュニティ放送局で2022年10月から放送されているラジオ番組。

## 概要
大阪府大阪市淀川区に所在するミニFM局・エフエムひめで放送された番組を毎週1回・30分間に抜粋したもの。お笑い芸人、役者、歌手、若者、主婦など、職業も年齢もさまざまなエフエムひめのメンバーが出演している。
エフエムひめが制作し、2023年6月現在、コミュニティ放送局2局で放送されている。

## ネット局
放送時間はJST、2023年4月現在。
| 放送地域     | 放送局                       | 放送時間             |
| ------------ | ---------------------------- | -------------------- |
| 北海道名寄市 | エフエムなよろ               | 水曜日 15:30 - 16:00 |
| 香川県高松市 | エフエム高松コミュニティ放送 | 火曜日 23:30 - 0:00  |